# David Navas
David Navas é um ex-ciclista espanhol, nascido a 10 de junho de 1974 na cidade de Ávila.
Estreiou como ciclista profissional, depois dos seus sucessos em categoria amador como a vitória na Volta à Comunidade de Madrid em 1996, nas fileiras da equipa Banesto na temporada de 1998, onde permaneceu até final de 2005, excepto na temporada de 2003 onde militou no Relax-Fuenlabrada.
É um dos produtos da filial de ciclistas da Fundação Provincial Desportiva Víctor Sastre, localizada no Barraco (província de Ávila).

## Palmarés
- 1996
  - Volta à Comunidade de Madrid
- 1999
- 98° Classificação Geral Tour de France
- 2000
  - 1 etapa da Volta ao Miño
- 2001
- 9° em 10 Etapa do Giro de Itália
- 88° Classificação Geral Giro de Itália
- 2002
- 8° Classificação Geral Volta ao Algarve
- 18° Classificação Geral Volta a Portugal
- 2003
- 3° Memorial Manuel Galera
- 71° Classificação Geral Volta Espanha
- 2004
- 1° em 2 Etapa Volta a Castela e Leão
- 2° Classificação Geral Volta a Castela e Leão
- 2° em 1 Etapa Volta Astúrias

## Equipas
- - Banesto (1998-2002)
  - Relax-Fuenlabrada (2003)
  - Illes Balears (2004-2005)
  - Ag2r Prévoyance (2006-2007)